# Субантарктическа морска котка
Субантарктическата морска котка (Arctocephalus tropicalis) е вид бозайник от семейство Ушати тюлени (Otariidae).

## Разпространение
Видът е разпространен в Аржентина, Асенсион и Тристан да Куня, Мадагаскар, Остров Света Елена, Френски южни и антарктически територии (Амстердам, Кергелен, Крозе, Остров Пол), Хърд и Макдоналд и Южна Африка (Марион и Принц Едуард).